# Третья речь против Филиппа
«Третья речь против Филиппа» (др.-греч. κατὰ Φιλίππου Γ) — речь древнегреческого оратора Демосфена, сохранившаяся в составе «демосфеновского корпуса» под номером IX. Была произнесена в афинском Народном собрании примерно в мае 341 года до н. э.

## Контекст и содержание
Третья речь Демосфена против царя Македонии Филиппа II была произнесена вскоре после речи «О делах в Херсонесе» (примерно в мае 341 года до н. э.) и является её продолжением. Афинские клерухи во главе с Диопифом не были отозваны с Херсонеса Фракийского, как требовал Филипп, и даже получили из родного города поддержку, так что Афины и Македония находились в состоянии конфликта без объявления войны. Демосфен в своей речи постарался показать слушателям опасность для всей Греции со стороны македонян и обосновать необходимость более активных действий. Он предлагает проект антимакедонского союза с другими греческими полисами, старается приободрить сограждан.
Исследователи отмечают «силу и пафос» этой речи оратора. Известно, что афиняне прислушались к Демосфену и разослали в разные города посольства для переговоров о союзе.
Третья речь против Филиппа сохранилась в двух редакциях, краткой и полной. Полная редакция содержит не только новые рассуждения и новые аргументы, но и новые по сравнению с краткой редакцией факты. Отсюда учёные делают вывод, что она была создана кем-то из современников Демосфена, погружённых в суть вопроса, или им самим.